# Ten Little Indians (1987年の映画)
Ten Little Indians（テン・リトル・インディアンズ、原題　ロシア語: Десять негритят、「10人の小さな黒人」）は、1987年に公開されたスタニスラフ・ゴヴォルーヒン監督・脚本のソビエト連邦の映画である。アガサ・クリスティの小説『そして誰もいなくなった』を原作に、オデッサ映画撮影所が制作した。

## あらすじ
1930年代後半、8月初めのある暑い日。イギリス・デヴォン州の「黒人島」に年齢も職業も異なる8人の男女が招かれた。島では2人の召使いが出迎えたが、召使いの雇用主で8人の招待主でもあるオーエン夫妻は到着していなかった。悪天候で本土との連絡が途絶える中、10人に奇妙な事件が襲いかかる。 

## 登場人物
ユリック・ノーマン・オーエン
声 - イゴール・ヤスロビッチ
黒人島の持ち主であるオーエン夫妻の夫。レコードの声のみで登場。名前を略すとU. N. Owenとなる。
アンソニー・マーストン
演 - アレクサンダー・アブドゥロフ
遊び好きで生意気な青年。島での最初の死亡者。
エセル・ロジャース
演 - イリーナ・テレシチェンコ
オーエンに雇われた召使で料理人。トマスの妻。島での2人目の死亡者。
ジョン・マッカーサー
演 - ミハイル・グラスキー
退役した老将軍。第一次世界大戦の英雄。島での3人目の死亡者。
トマス・ロジャース
演 - アレクセイ・ゾロトニスキー
オーエンに雇われた召使。エセルの夫。島での4人目の死亡者。
エミリー・ブレント
演 - リュドミラ・マクサコバ
キリスト教の信仰のあつい社会的に信頼できる老婦人。島での5人目の死亡者。
ローレンス・ウォーグレイヴ
演 - ウラジーミル・ゼルディン
殺人事件で多くの絞首罰を出すことで著名な元判事。島での6人目の死亡者。
エドワード・ジョージ・アームストロング
演 - アナトリー・ロマシン
ロンドンで働く医師。島での7人目の死亡者。
ウィリアム・ヘンリー・ブロア
演 - アレクセイ・ジャルコフ
元警部の探偵。島での8人目の死亡者。
フィリップ・ロンバード
演 - アレクサンダー・カイダノフスキー
元陸軍大尉。島での9人目の死亡者。
ヴェラ・クレイソーン
演 - タチアナ・ドルビッチ
秘書・家庭教師を職業とする娘。島での10人目の死亡者。
フレッド・ナラカット
演 - フェドール・オディノコフ
兵隊島への船を操縦した人物。

## 制作背景

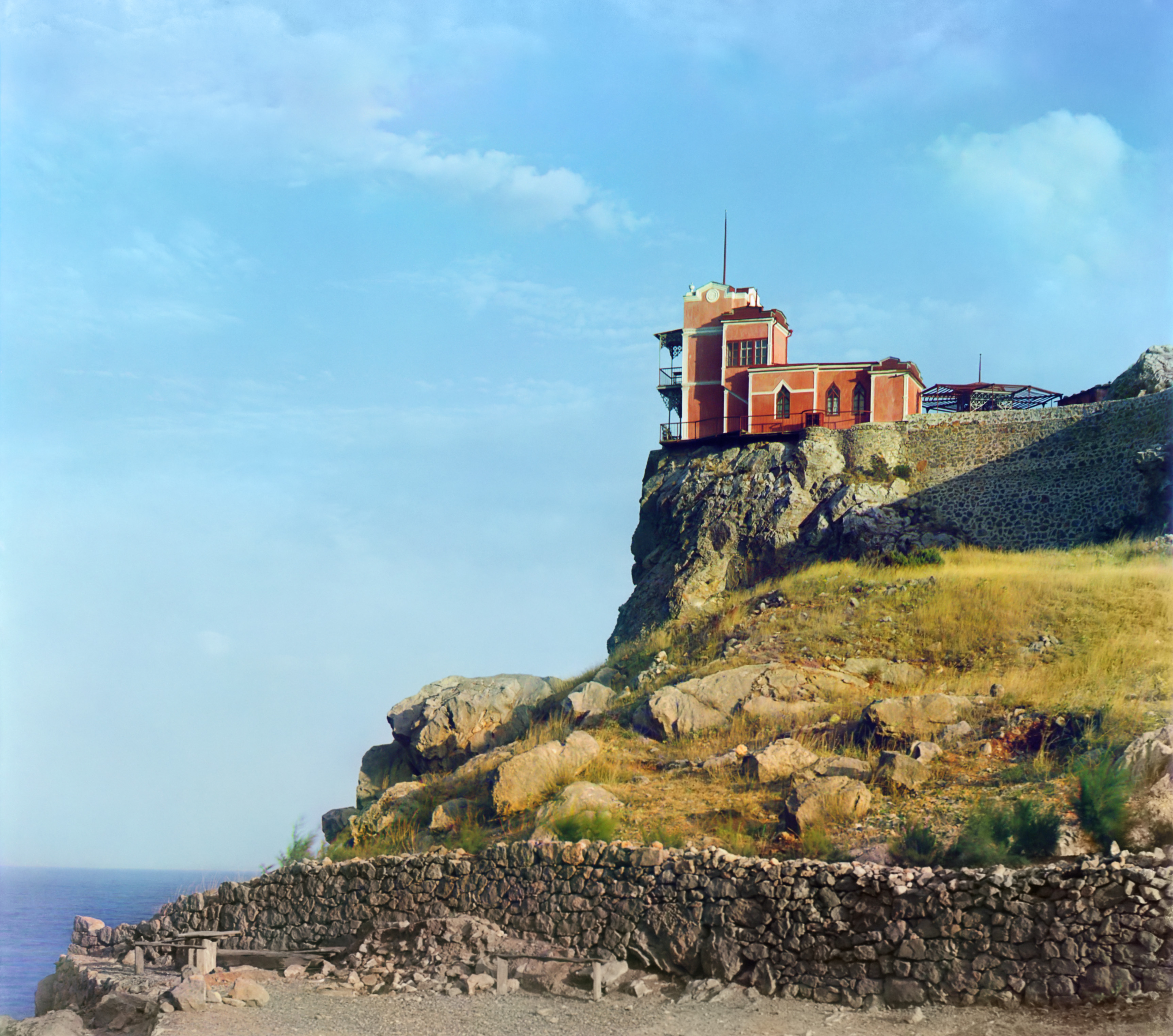
セルゲイ・プロクジン＝ゴルスキーが1905年に撮影した元の「Ластівчине гніздо」。

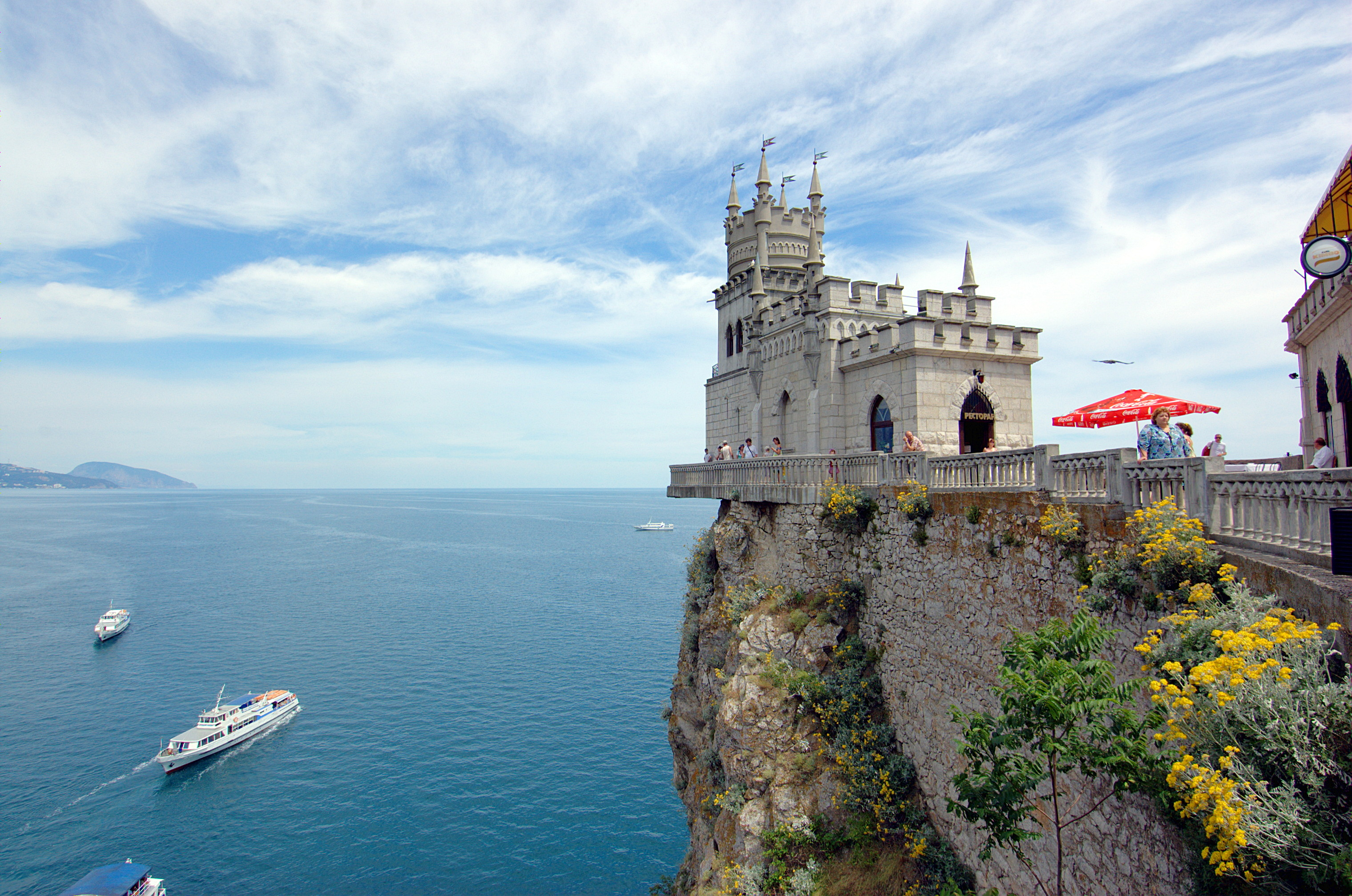
改築後の「Ластівчине гніздо」（2009年撮影）。

イギリスやアメリカで製作されたが、いずれもクリスティ脚本の戯曲版に基づき、生存者がいる結末であったのに対し、本作は小説版に基づき、10人全員が死亡する結末を迎えた初の映像作品である。また小説の初期版に準じ、島の名前を"Негритянский остров"（黒人島）、童話の題名を"Десять негритят"（10人の小さな黒人）とし、殺害に応じて数が減る人形も小さな黒人の人形を用いた。英題名は当初"Ten Little Niggers"であったが、のち"Ten Little Indians"に改められた。
原作との違いは真犯人についての描写であり、犯人がかねてから抱いていた殺人願望を動機とし、また真の10人目と見なすことが可能な死者を別に置いた原作小説版と異なり、本作では動機を病的・偏執的なものとせず、犯人自身の死が真の10人目と見なすことのできる形を取っている。
撮影は主にウクライナ・ソビエト社会主義共和国クリミア州で行われた。「孤島の館」は1895年頃にロシアの将軍のために建てられた木製の館「Ластівчине гніздо」が使われた。黒海を望む岬に建てられていることを利用し、アングルによって海に浮かぶ孤島ように見せている。館は1911年に石油で財をなしたバルト・ドイツ人の実業家によりネオゴシック様式で改築されたため現存しない。現在ではこの新しい館が観光名所となっている。他にも、孤島を再現するため近くの断崖上に建設した撮影用のセットも用いられた。また近隣のガスプラ町とヤルタ市でも撮影を行った。邸宅外観が入るシーンではヴォロンツォフ宮殿での撮影も行った。

## スタッフ
- 監督・脚本 - スタニスラフ・ゴヴォルーヒン[2]
- 撮影 - ゲンナジー・エングストローム[2]
- 制作 - バレンティン・ギジュラノフ[2]
- 音楽 - ニコライ・コルンドルフ[2]